# طیف‌سنجی داپلر

نمودار نشان می‌دهد که چگونه یک جسم کوچک‌تر (مانند یک سیاره فراخورشیدی) در حال چرخش به دور یک جسم بسیار بزرگتر (مانند یک ستاره) می‌تواند در هنگام چرخش بر روی مرکز سنگینی مشترک هردو جرم (+ قرمز) تغییراتی در موقعیت و سرعت آن جسم بزرگ‌ترایجاد کند.

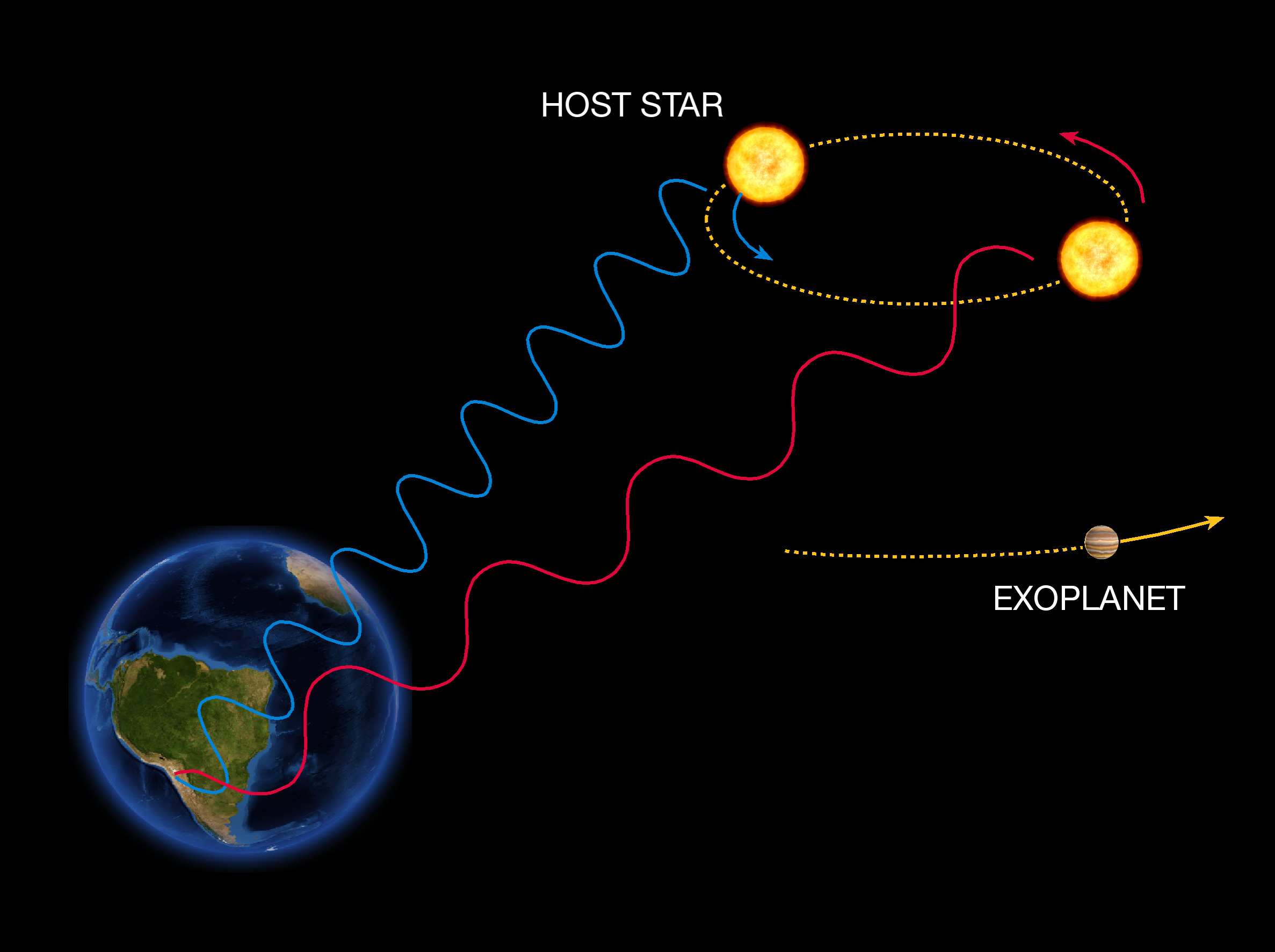
طیف‌سنجی داپلر با ثبت تغییرات رنگ نور ستاره میزبان، تغییرات دوره‌ای سرعت شعاعی را تشخیص داده می‌شود. وقتی که حرکت ستاره به سمت زمین است، طیف آن به انتقال‌به‌آبی تغییر می‌کند، هنگامی که در حال دور شدن از زمین تغییر مکان صورت می‌گیرد به انتقال سرخ. با تجزیه و تحلیل این تغییرات طیفی، اخترشناسان می‌توانند تأثیر گرانشی سیارات فراخورشیدی را پیدا کنند.

طیف‌سنجی داپلر (انگلیسی: Doppler spectroscopy) که بنام روش سرعت شعاعی (اثر داپلر) در اخترشناسی نیز از آن یاد می‌شود (به‌طور عامیانه، سنجش تکان یا تلو خوردن)، یک روش غیرمستقیم برای یافتن سیاره‌های فراخورشیدی در سامانه‌های ستاره‌ای و کوتوله‌های قهوه‌ای، با اندازه‌گیری سرعت شعاعی آنها از راه مشاهدهٔ تغییرهای داپلر در طیف ستارهٔ میزبان آن سیاره است.
تا فوریهٔ ۲۰۲۰ تعداد ۸۸۰ سیاره فراخورشیدی (حدود ۲۱٫۰ درصد از کل) با استفاده از طیف‌سنجی داپلر کشف شده بوده‌اند.

## تاریخچه
اوتو استروو در سال ۱۹۵۲ استفاده از طیف‌سنج‌های نوری قدرتمند را برای شناسایی سیاره‌های دوردست پیشنهاد داد. وی توصیف کرد که چگونه یک سیارهٔ بسیار بزرگ؛ مثلاً مشتری، باعث می‌شود که ستارهٔ اصلی، در جریان چرخش دو جسم به دور مرکز جرم خود، کمی تکان بخورد.
وی پیش‌بینی کرد که تغییر داپلر اندکی به سمت نوری که توسط ستاره ساطع می‌شود و در اثر سرعت شعاعی آن به‌طور مداوم متغیر است، توسط حساس‌ترین طیف نگاری به عنوان انتقال به سرخ و انتقال‌به‌آبی کوچکی در انتشار ستاره قابل تشخیص باشد. با این حال، فناوری زمان اندازه‌گیری سرعت شعاعی را با خطاهای ۱۰۰۰ متر بر ثانیه یا بیشتر به دست می‌داد و چنین سطح دقتی برای یافتن سیاره‌های در حال چرخش بی‌فایده است.
تغییرات پیش‌بینی شده در سرعت شعاعی بسیار ناچیز است - مشتری باعث می‌شود که خورشید در طی ۱۲ سال سرعت خود را در حدود ۱۲٫۴ متر بر ثانیه تغییر دهد و تأثیر زمین در مدت ۱ سال فقط ۱٫۰ متر بر ثانیه است - بسیار طولانی- بنا بر این مشاهدات دراز مدت دار و به‌وسیلهٔ ابزارهایی با وضوح بسیار بالا لازم است.